# جيمس وايزمان
جيمس وايزمان (بالإنجليزية: James Wiseman)‏ هو لاعب كرة سلة أمريكي يلعب في مركز لاعب وسط في نادي غولدن ستايت ووريورز.

## روابط خارجية
- جيمس وايزمان على موقع إن بي أي (الإنجليزية)
- جيمس وايزمان على موقع سبورتس رفرنس (الإنجليزية)
- جيمس وايزمان على موقع كرة السلة الأوروبية.كوم (الإنجليزية)
- جيمس وايزمان على موقع إي إس بي إن.كوم (الإنجليزية)
- جيمس وايزمان على موقع كلية كرة السلة في سبورتس رفرنس.كوم (الإنجليزية)
- جيمس وايزمان على موقع ريلجم (الإنجليزية)
- جيمس وايزمان على موقع بروبوليرز (الإنجليزية)